# Латинский устав
Латинский устав, также Латинские правила — средневековый документ (статут), определявший правила поведения идеального рыцаря-христианина. 
Авторство приписывается  св. Бернару де Клерво, монаху-бенедиктинцу, причисленному в Католической церкви к лику святых и рыцарю  Хьюго де Пейну, первому Великому магистру ордена Тамплиеров. 
Документ был принят в качестве кодекса правил поведения рыцарей-тамплиеров.
Основные положения были заимствованы из "Правил святого Августина" и, в большей степени, из "Правил святого Бенедикта" с адаптацией к реалиям военной жизни. Например, посты были менее строгими, чтобы не снижать боевые возможности рыцарей.
Первый вариант "Правил" было написан в 1128 году и состоял из семидесяти двух пунктов; был принят на соборе в Труа в 1129 году.  
В 1138 году по приказу Робера де Краон, второго Великого магистра тамплиеров (1136—1149), правила были переведены на французский язык и несколько изменены. 
Позднее были расширен до 609-ти пунктов, которые описывали важные практические вопросы повседневной жизни тамплиеров, такие как иерархия и правосудие внутри ордена.